# Adélaïde av Frankrike

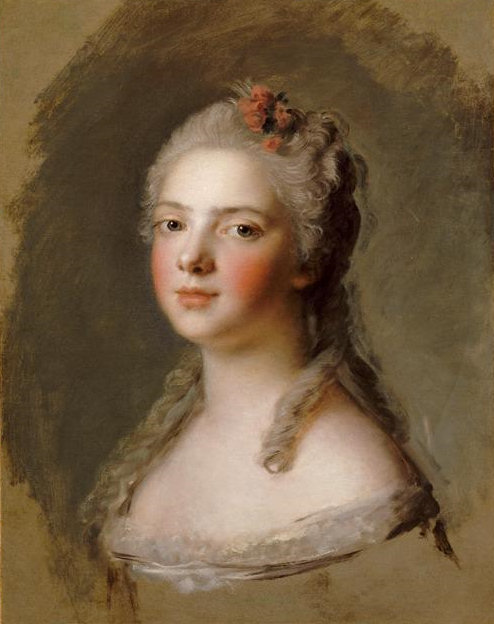
Madame Adélaïde (1750)

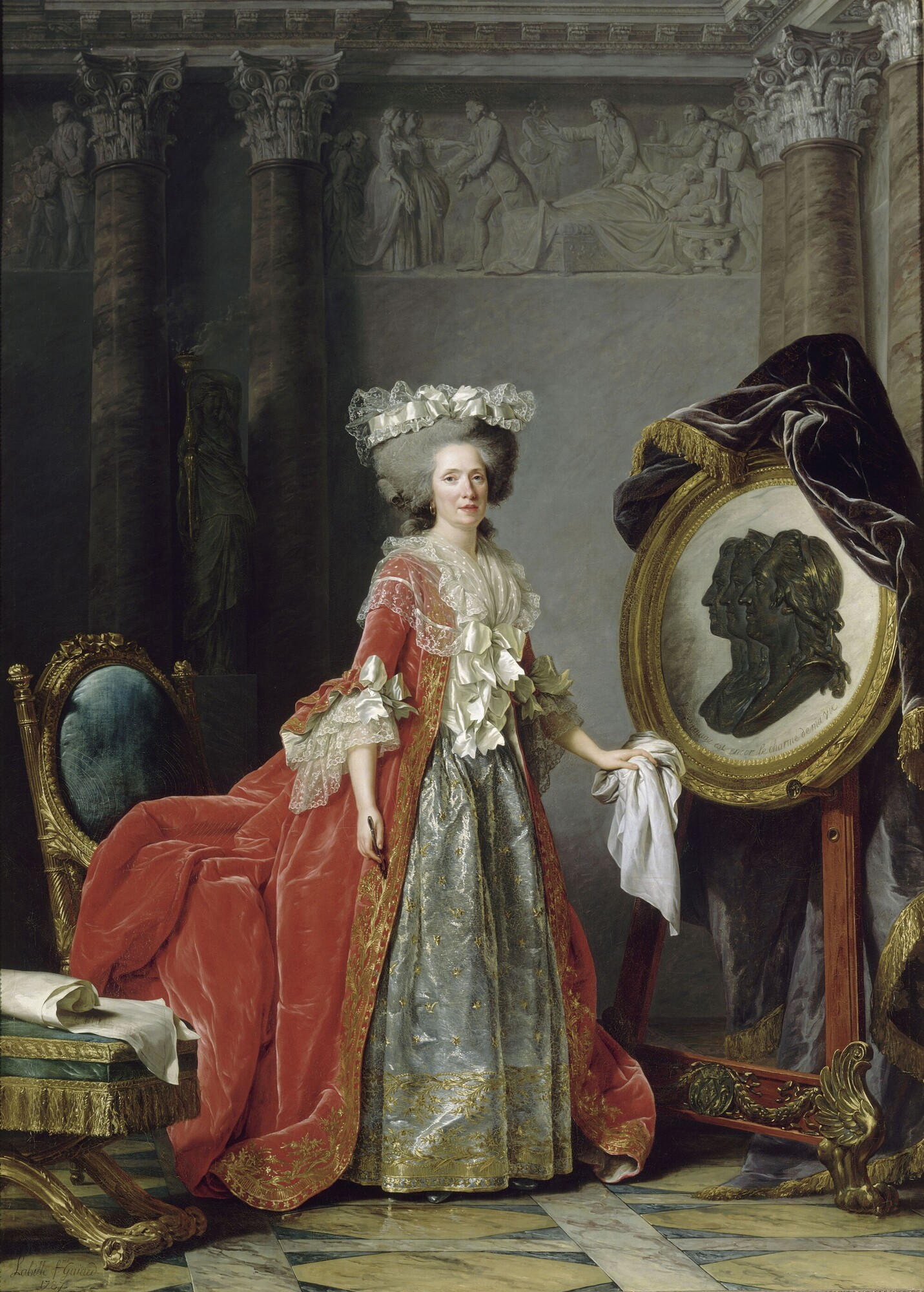
Madame Adélaïde, av Adélaïde Labille-Guiard, 1787.

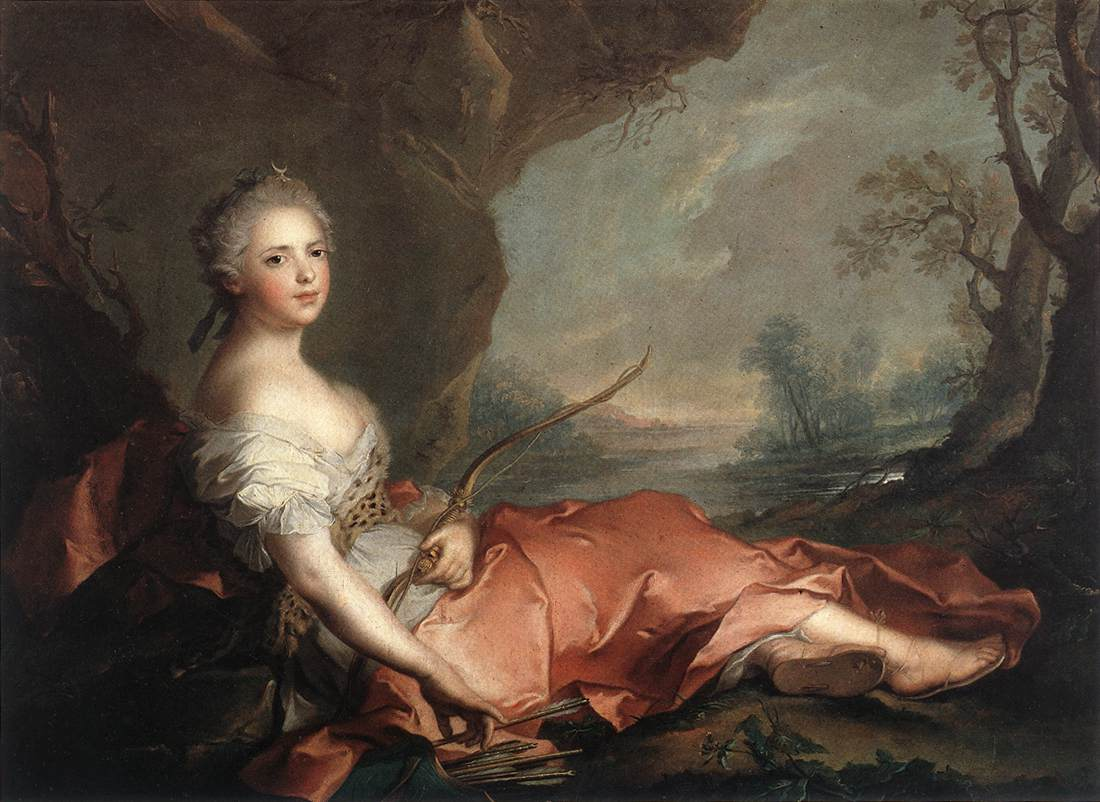
Jean-Marc Nattier - Marie Adelaide av Frankrike som Diana (1745). Galleria degli Uffizi, Florens.

Marie Adélaïde av Frankrike, född 23 mars 1732 i Versailles, död 27 februari 1800 i Trieste, var en fransk prinsessa. Hon var den fjärde dottern och sjätte barnet till Ludvig XV och drottning Marie Leszczyńska. Hon kallades "Madame Quatrième" ("Madame den fjärde") fram tills att hennes äldre syster Marie-Louise dog 1733. Hon blev då känd som "Madame Troisième" ("Madame den tredje") och till sist "Madame Adélaïde". Madame Adélaïde var en opinionsbildare med visst inflytande vid det franska hovet. 

## Biografi

### Tidigt liv
Adélaïde fick till skillnad från kungens fyra yngsta döttrar växa upp vid hovet med sina äldre syskon. När hennes fyra yngre systrar sändes till Fontevraudklostret år 1738, var det ursprungligen tänkt att Adélaïde skulle följa med, men hon fick efter en personlig vädjan till sin far tillstånd att stanna. Tillsammans med sina äldre systrar Elisabeth och Henriette deltog hon redan som barn i sällskapslivet vid hovet. 
Adélaïde förblev ogift. När hon uppnådde femtonårsåldern, när prinsessor under hennes samtid vanligen gifte sig, fanns det ingen person av lämplig status och religion tillgänglig för henne att gifta sig med. Hon var tvungen att gifta sig med en kunglig katolik, och då hon även vägrade att gifta sig med någon av längre status än en monark eller en tronföljare, kunde ingen som uppfyllde kraven hittas. År 1761, när hon var 29 och för länge sedan var över den ålder när sjuttonhundratalsprinsessor vanligen gifte sig, föreslogs det att hon skulle gifta sig med Karl III av Spanien, men när hon fick se en tavla av honom vägrade hon då hon fann honom oattraktiv.  

### Vuxenliv
Adélaïde beskrivs som vacker, intelligent och begåvad, men också som extremt högfärdig, arrogant och dominerande. Hon beskrivs som den enda av kungens ogifta döttrar med politiska ambitioner, och hon försökte, med begränsad framgång, skaffa sig politiskt inflytande genom sin far, sin bror och sin brorson. 
Under en period efter 1751, när kungens sexuella relation med Madame de Pompadour hade avslutats på grund av dennas allt sämre hälsa, blev Adélaïde en tid sin fars favorit. Hon, som beskrivs som en skicklig ryttare, följde då ofta sin far på hans ridturer och underhöll honom med konversation. Det gick rykten om att de hade ett incestförhållande, och Adélaïde uppgavs vara mor till Louis de Narbonne, som också ryktades ha Ludvig till far. Det finns dock ingenting som tyder på att detta var sant. 
Hon och hennes systrar blev kollektivt kända vid hovet som Mesdames. Tillsammans med sina systrar och sin bror tronföljaren, som hon dominerade, drev hon kampanjer för att socialt frysa ut sin far kungens mätresser, Madame de Pompadour och Madame du Barry. 
Efter broderns död 1765 och svägerskans död 1767 tog hon hand om deras efterlämnade papper med instruktioner om vem som borde utses till premiärminister av deras son när denna besteg tronen. Efter sin mors död 1768 blev Madame Adélaïde som den äldsta kvinnan i kungafamiljen Frankrikes "första dam" och fick spela drottningens roll i hovceremonierna, en roll hon miste vid Marie-Antoinettes ankomst 1770. 
När Marie Antoinette ankom till Frankrike beskrivs Mesdames bittra gamla oskulder som tillbringade sin tid med att sticka och skvallra på sin rum. Då de lämnade sina rum bar de endast en kappa över sina paniers och förblev annars halvklädda hela dagen. De alternerade dock med Maria Josefina av Savojen om att åtfölja Marie-Antoinette på officiella uppdrag. Adélaïde värvade Marie Antoinette i sin kampanj mot Madame du Barry, men när kampanjen slutligen misslyckades år 1772 ledde den till en slutlig brytning mellan Marie Antoinette och Mesdames, och Adélaïde uppges ha blivit Marie-Antoinettes antagonist.

### Ludvig XVI:s regeringstid
När Ludvig XV insjuknade i smittkoppor 1774 vårdades han till sin död av Mesdames, som själva fick men tillfrisknade från sjukdomen. Efter faderns död öppnade hon de papper hon övertagit efter sin bror med råd om vem som borde utnämnas till nästa premiärminister. Dokumenten föreslog Jean-Frédéric Phélypeaux de Maurepas, Emmanuel-Armand de Richelieu, hertig av Aiguillon och Jean-Baptiste de Machault d'Arnouville. Hon överlämnade dokumenten till sin brorson Ludvig XVI, och under en kort tid efter tronskiftet hade hon ett stort men tillfälligt inflytande över regeringsbildningen. 
Kungen tillät Mesdames att behålla sin våning vid hovet, men de miste sitt inflytande och tillbringade sin mesta tid på sitt eget slott Bellevue. De fick 1776 tillsammans titeln hertiginna av Louvois. I Mesdames salong samlades den adliga oppositionen mot Marie-Antoinette, och därifrån spreds många av de rykten om drottningen som piskade upp stämningen hos allmänheten inför revolutionen. Tillsammans företog systrarna många resor omkring Frankrike, vilka kritiserades för sina höga omkostnader. 1782 avled hennes syster Sophie. 
De två kvarvarande Mesdames, Victoire och Adélaïde, var närvarande vid kvinnotåget till Versailles efter franska revolutionens utbrott 1789. De lämnade slottet tillsammans med resten av hovet när kungafamiljen på demonstranternas önskan fördes till Paris, men systrarnas vagn tilläts lämna processionen innan de nådde Paris, och bege sig till slottet Bellevue. 

### Exil
Den 20 februari 1791 lämnade systrarna Frankrike som protest mot sekulariseringslagarna mot kyrkan, med den efterlämnade ursäkten att de ämnade göra en pilgrimsfärd till Rom. De arresterades och kvarhölls under flera dagar i Arnay-le-Duc medan deras tillstånd att lämna landet debatterades i parlamentet, innan de slutligen fick tillstånd att avresa. 
De besökte sin brorsdotter, Sardiniens drottning Marie Clotilde i Turin, och anlände till Rom den 14 april. I Rom välkomnades de av påven och bodde i det palats till tillhörde den franska exilkardinalen de Bernis. När man först felaktigt trodde att flykten till Varennes hade lyckats, arrangerade Mesdames en fest för att fira kungaparets påstått lyckade flykt innan de fick veta att den hade misslyckats. 
När Italien år 1796 invaderades av det revolutionära Frankrike under Napoleon flydde de vidare till Neapel. Neapels drottning klagade där över deras krav att behandlas enligt den gamla franska hovetiketten. År 1799 invaderades kungariket Neapel av Frankrike. Neapels kungafamilj flydde till Sicilien, medan Mesdames evakuerades med en rysk båt via Korfu till Trieste, där Victoire avled i bröstcancer. Adélaïde avled året därpå. Systrarnas lik återfördes senare till Frankrike av Ludvig XVIII av Frankrike.